# Légion du Christ
Pour les articles homonymes, voir LC.
La Légion du Christ (LC) est une congrégation de prêtres catholiques, de droit pontifical, fondée en 1941 au Mexique par le père Marcial Maciel Degollado. Elle appartient constitutivement à la famille spirituelle du Regnum Christi avec les Femmes Consacrées de Regnum Christi et les Laïcs Consacrés de Regnum Christi. Son nom officiel est la Congrégation des Légionnaires du Christ.
Cette congrégation est présente en Amérique, Europe et Asie. En 2020, elle comptait 974 prêtres et 481 séminaristes, ainsi que 104 paroisses. Ses membres sont appelés les « légionnaires du Christ ». Ils ont longtemps été appréciés du Saint-Siège et du pape Jean-Paul II,.
La Légion du Christ œuvre aussi auprès des laïcs dans de nombreux domaines tant sociaux que culturels, ils sont à l'origine de l'organe de presse Zenit.org qui diffuse des informations sur les activités du pape et du Saint-Siège, ainsi que de la fondation d'universités. Des laïcs peuvent aussi s'engager dans la branche laïque de la Légion, le Regnum Christi, formée en 1949, et reconnue par le Vatican depuis 2004.
La congrégation connaît, à partir de 1998, des remises en cause liées aux mensonges, à la double vie et aux abus sexuels commis par son fondateur, ainsi qu'à un mode de fonctionnement jugé trop secret et pouvant même être contraignant pour certains de ses membres,. Le 9 juillet 2010, un délégué pontifical, le cardinal de Paolis, est nommé à la tête de la congrégation.
Les légionnaires du Christ font les trois vœux habituels de pauvreté, d'obéissance et de chasteté, auxquels ils ajoutent les vœux de charité et d'humilité. Il existe une branche de femmes consacrées. La congrégation est dirigée depuis 2020 par John Connor.

## Nom de la congrégation
À l'origine, la congrégation des Légionnaires du Christ avait pour nom « les missionnaires du Sacré-Cœur », mais le fondateur Marcial Maciel changea de nom, en pensant aux différents témoignage des cristeros, et la mission des Légionnaires du Christ : « des hommes qui luttent pour le Règne du Christ sans rien se réserver pour eux-mêmes et prêts à donner leur vie ».

### Regnum Christi
En 1949, la Légion du Christ s'est dotée d'une branche laïque pour l'aider dans sa mission d'évangélisation : le mouvement Regnum Christi, constitué de laïcs, diacres et prêtres. Le 26 novembre 2004, le Saint-Siège a promulgué le décret d’approbation définitive (officielle) des statuts du Regnum Christi. Ce mouvement compte actuellement 65 000 membres répartis dans tous les continents. En collaboration avec la Congrégation des Légionnaires du Christ, il a créé depuis sa fondation 22 centres universitaires et 158 écoles. Il coordonne par ailleurs le travail de 340 000 volontaires engagés dans différents programmes d’action sociale, de projets pour la famille, de mission et d’évangélisation.

## Histoire
(août 2012).
Améliorez-le ou discutez des points à vérifier. 
Le 10 mars 1920 naît Marcial Maciel Degollado (petit-neveu de saint Raphaël Guízar Valencia), fondateur de la congrégation, à Cotija de la Paz, (Mexique). Il est frappé dans son enfance par la crise sociale et religieuse que traverse alors son pays durant la guerre des Cristeros. Il est l’ami de José Luis Sanchez del Rio, qui meurt martyr à l’âge de quatorze ans, en refusant de renier sa foi, ce qui marque durablement Marcial Maciel Degollado. Le 3 janvier 1936, Marcial Maciel Degollado entre au séminaire à Mexico de son oncle saint Raphaël Guízar Valencia. Marcial Maciel Degollado dit avoir reçu le 5 juin 1936 l’inspiration de fonder une congrégation de pères missionnaires,, mais il doit changer de nombreuses fois de séminaire du fait des persécutions religieuses au Mexique, mais aussi du refus de ses supérieurs qui n’acceptent pas l’idée de la fondation d’une congrégation par lui.
L’évêque de Cuernavaca accepte pourtant son projet et le vendredi 3 janvier 1941, à l’âge de vingt ans, encore séminariste, Marcial Maciel fonde la congrégation de la Légion du Christ, qui prend alors le nom de « Missionnaires du Sacré-Cœur ». Le 26 novembre 1946 Marcial Maciel Degollado est ordonné prêtre dans la basilique Notre-Dame de Guadalupe. Dès cette époque, selon le cardinal brésilien Joao Braz de Aviz "le Vatican disposait de documents sur la conduite du fondateur"
Le père Maciel part pour Rome où il rencontre le pape Pie XII en 1946 ; celui-ci semble enthousiasmé par la congrégation de la Légion du Christ. Il affirme alors que la congrégation devrait être « ut castrorum acies ordinata ». Le pape insiste sur la nécessité de développer la formation des leaders catholiques en Amérique du Sud, formation qui deviendra l’une des vocations de la Légion du Christ. Le père Maciel présente alors les constitutions à la Sacré Congrégation pour les Religieux afin d’obtenir une reconnaissance plus ample de la part du Saint-Siège. Le 13 juin 1948, la Légion du Christ reçoit l’approbation diocésaine. Le père Maciel obtient alors l’accord afin de former les séminaristes à l’université pontificale de Comillas, en Espagne, développant le caractère international de la Légion du Christ. Le 25 mai 1948, la congrégation des légionnaires du Christ reçoit le nihil obstat, ainsi que la reconnaissance canonique, le 13 juin 1949. La Légion du Christ fonde alors à la demande du cardinal un collège et un séminaire pour les légionnaires du Christ à Rome, achevé en 1950, qui deviendra le siège de la Légion du Christ, et marquera la proximité spirituelle de la Légion avec le Vatican.
Le 6 février 1965, la légion reçoit le Decretum laudis par le pape Paul VI, ce qui en fait une congrégation de droit pontifical, c'est-à-dire qu’elle dépend directement de l’autorité du pape et non du diocèse.
Le 23 mai 1970, le pape Paul VI confie aux Légionnaires du Christ une prélature territoriale de Chetumal-Cancún. La Légion évangélise alors cette région pauvre du Mexique, construisant de nombreuses églises… Le pape Paul VI demandant en 1974 que les légionnaires du Christ soient « des combattants au nom de Jésus » : « Il faut être conquérants, être légionnaires pour combattre et défendre ». Après l’élection du pape Jean-Paul II, le père Maciel et la Légion du Christ participent activement à la visite du pape au Mexique, contribuant ainsi au rapprochement de la Légion du Christ avec le nouveau souverain pontife.
Le 29 juin 1983, après une relecture des constitutions de la congrégation selon les options de Vatican II,  effectuée par la Congrégation pour les religieux, l’« approbation définitive » des constitutions des Légionnaires du Christ est accordée par Rome. Par la suite, le pape soutiendra les légionnaires du Christ, ordonnant même 60 des légionnaires dans la basilique Saint-Pierre. La Légion du Christ fonde aussi une université pontificale, la première au monde, de bioéthique.
Cependant la congrégation connaît, depuis 1998, des remises en cause liées aux abus sexuels commis par son fondateur, ainsi qu'à un mode de fonctionnement jugé trop secret et pouvant même être contraignant pour certains de ses membres,.
Le 20 janvier 2005, le Père Maciel, après avoir dirigé la congrégation des légionnaires du Christ pendant plus de 64 ans, ne souhaite pas être réélu comme supérieur de la congrégation. Le Chapitre Général de la congrégation de la Légion du Christ décide alors d'élire un nouveau directeur général, le père Álvaro Corcuera Martínez del Río, qui devient le nouveau supérieur de la Légion du Christ. Le 30 janvier 2008 le père Marcial Maciel meurt à l’âge de 88 ans.
Le 31 mars 2009, le père Corcuera rend publique la décision du pape « de mener à bien, par le biais d’une équipe de prélats, une visite apostolique des institutions des Légionnaires du Christ » annoncée par une lettre du 10 mars du cardinal Bertone, secrétaire d'État. Une visite apostolique du Saint-Siège a lieu dans les institutions de la Légion du Christ entre juillet 2009 et mars 2010. Après cette enquête, le Saint-Siège annonce le 1er mai 2010, d'importantes mesures de contrôle et de réforme. Celles-ci doivent être accompagnées par un délégué du Saint-Siège. Ces mesures doivent concerner l'aide aux victimes d'abus sexuels du père Marcial Maciel ; la remise en cause du système de pouvoir mis en place ; la révision de l'exercice de l'autorité (qui doit être exercée dans un respect de la vérité) ; une visite apostolique dans la branche laïque (Regnum Christi) des légionnaires du Christ ; l'étude des constitutions de la congrégation et la redéfinition du charisme de celle-ci,.
Le 9 juillet 2010, le pape Benoît XVI nomme Velasio De Paolis,  archevêque in partibus italien de Thélepte (de) et président de la Préfecture des affaires économiques du Saint-Siège, comme délégué pontifical à la tête de la congrégation.
La congrégation gère en France des établissements scolaires privés hors contrats.

### Annonce de réformes par le Saint-Siège
Le 30 avril 2010, les évêques ayant mené en 2009-2010 la visite apostolique dans la congrégation présentent au pape une synthèse de leurs rapports. Le 1er mai, le Saint-Siège publie un communiqué sur la Légion du Christ. Les cinq évêques ont rencontré personnellement plus de mille membres de la légion au cours de leur visite. Un nombre important de religieux sont, d'après eux, honnêtes, pleins de talents et cherchent le Christ avec un zèle authentique. Toutefois, des manquements importants ont aussi été observés. Le Saint-Siège désavoue le père Marcial Maciel, remet en cause l'exercice de l'autorité dans la congrégation et annonce la mise en place de plusieurs mesures de contrôle et de réformes , :
- Le Saint-Siège condamne explicitement le fondateur, le père Marcial Maciel. Les actes très graves et immoraux commis par lui ont été établis par des témoignages incontestables et démontrent une vie sans scrupule ni sentiment religieux authentique.

- La conduite du père Maciel a eu des conséquences sur la vie et la structure de la légion. Des réformes sont donc nécessaires.

- Si la plupart des légionnaires ne savaient rien des délits commis par le père Maciel, celui-ci avait su aussi obtenir la confiance ou le silence de ceux qui l'entouraient. L'éloignement de ceux qui doutaient de sa droiture a permis au fondateur d'être protégé. Mais la crainte pour certains que  les attaques contre lui nuisent à la Légion a aussi joué un rôle protecteur.

- Un rapprochement doit avoir lieu avec les victimes des abus sexuels et du système de pouvoir mis en place par le fondateur. Le pape Benoît XVI manifeste sa reconnaissance envers ceux qui ont eu le courage et la constance d'exiger que la vérité soit faite.

- L'exercice de l'autorité dans la congrégation doit être revu et aller de pair avec la vérité.

- Le charisme de la congrégation doit être redéfini. L'action apostolique et missionnaire doit être préservée, mais sans s'identifier à une recherche d'efficacité à tout prix. L'enthousiasme et la foi des jeunes, leur zèle missionnaire ne sont pas remis en cause, mais doivent être accompagnés d'une formation appropriée.

- Le Saint-Siège nomme un délégué pontifical pour aider la congrégation à réaliser ces réformes. Et une commission d'étude est créée pour analyser la constitution de la congrégation.

- Une visite apostolique dans Regnum Christi, la branche laïque de la congrégation, est organisée.

Pour plusieurs observateurs du Vatican, un discrédit clair est porté par le Saint-Siège sur les dirigeants actuels, sur le système de pouvoir mis en place et sur une époque d'occultation,. La congrégation est mise sous contrôle et son identité doit être redéfinie.
Les responsables de la Légion du Christ déclarent accueillir avec obéissance ces dispositions et ne souhaitent pas faire d'autres commentaires dans l'immédiat.
Le 9 juillet 2010, le cardinal de Paolis est nommé comme délégué pontifical, avec pour mission de mettre en œuvre les réformes annoncées en mai,,. Par ailleurs, Ricardo Blázquez Pérez, archevêque de Valladolid (Espagne), est nommé visiteur apostolique de Regnum Christi, la branche laïque des Légionnaires du Christ.

### Action du délégué pontifical et nouveaux statuts
Après sa visite apostolique, le cardinal de Paolis écrit en octobre 2011 une lettre aux membres de la Légion.  Il note les points suivants:
- Une juste autonomie des personnes consacrées à l'intérieur de la Légion doit être reconnue.
- En ce qui concerne le sacrement de la pénitence et la direction spirituelle, il est reconnu pleinement aux consacrés et consacrées la liberté de choix des confesseurs et des directeurs spirituels, de même que la liberté de manifester sa conscience aux directrices, à ses directeurs et au directeur général des Légionnaires (cf. canon 630 du Code de Droit Canon).
- En conséquence, les directrices et les directeurs doivent promouvoir la possibilité pour les consacrées et pour les consacrés d'avoir à disposition suffisamment de confesseurs ordinaires et extraordinaires; il devra toujours y avoir parmi ceux-ci des prêtres qui n'appartiennent pas à la Légion du Christ. De plus, il devra être tenu compte du canon 991 : "tout fidèle a le droit de se confesser avec le confesseur légitimement approuvé de sa préférence, même s'il est d'un autre rite".

En novembre 2011, le cardinal de Paolis écrit une nouvelle lettre, où il indique la procédure qui sera suivie pour l'élaboration de nouveau statuts. Il apparaît que plus de mille règles, formant la praxis journalière des Légionnaires leur avaient été imposées sans avoir jamais été approuvées par le Saint-Siège. Ces règles sont suspendues. Une commission veillera à en garder le minimum strictement nécessaire à la vie de l'organisation.
En octobre 2013, le cardinal de Paolis écrit une lettre pour convoquer un chapitre général des Légionnaires du Christ en janvier 2014.
Ce chapitre a pour objectifs principaux l’élection d’un nouveau gouvernement de l’Institut et l’approbation des nouvelles constitutions, comme indiqué dans une lettre du Pape François du 19 juin 2013.

### Évolution depuis les années 2000
Selon le journal La Croix, les changements opérés depuis la réforme amorcée à partir de 2006 n'ont pas nécessairement changé en profondeur la congrégation et son fonctionnement. La journaliste Paula Boyer indique que « les bons connaisseurs du dossier n’ont cessé d’affirmer que le fonctionnement sectaire de la Légion n’avait pas totalement été corrigé, que la révision affichée des constitutions était en trompe-l’œil et que les supérieurs de la Légion avaient enterré leur promesse de faire toute la vérité sur Marcial Maciel ».

## Formation
Un légionnaire fait environ douze ans d’études. Il reçoit une formation qui se veut « intégrale », c'est-à-dire humaine, spirituelle, intellectuelle (il obtient en général une licence ou un doctorat en philosophie, théologie, droit canon, histoire de l’Église, patristique ou Écriture Sainte) et pastorale (pendant sa formation il a toujours un temps de catéchèse de jeunes ou adultes, ou de participation à des œuvres de charité…)

## Domaines d'action
La congrégation est présente dans une vingtaine de pays et quatre continents, mais surtout sur le continent américain (Amérique du Sud, Mexique et États-Unis).
Elle mène diverses actions auprès des pauvres, des indigènes, des jeunes, des femmes et des familles. Par exemple, le réseau Mano amiga (Main amie) au Mexique, formé à partir de 1965, est composé d'une quinzaine d'écoles situées dans les zones les plus pauvres et les plus sous-développées, financées par les collèges payants de la congrégation, destinées à l’éducation gratuite des enfants pauvres.
Au Mexique, le pape Paul VI a confié à la Légion le diocèse de Chetumal-Cancún (au sud-est du Yucatán) en nommant à sa tête un évêque de la congrégation, le 16 juillet 1970. Celui-ci est aidé par environ 10 % de prêtres légionnaires et laïcs du Regnum Christi.

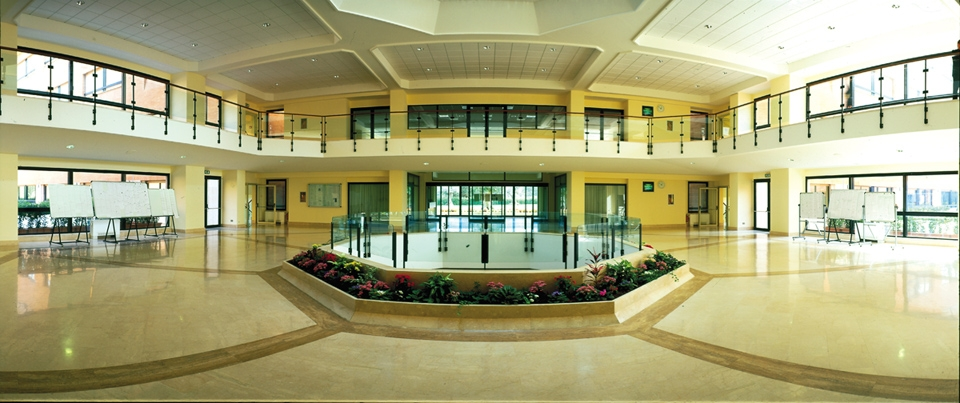
Intérieur de l'athénée pontifical Regina Apostolorum.

La Légion du Christ est particulièrement présente dans le domaine des séminaires et lieux de formation des prêtres. Elle contrôle l'Athénée pontifical Regina Apostolorum à Rome ; et a ouvert le 15 août (fête de l'Assomption) 1991 à Rome, à la demande du pape, le Collège pontifical international Maria Mater Ecclesiae (Marie Mère de l'Église), pour former les futurs formateurs qui interviendront dans les séminaires. 
En France, la congrégation a ouvert en 1996 un petit séminaire en Seine-et-Marne, l'« école apostolique de l'Immaculée Conception », devenue simple école secondaire en 2015 : quatre prêtres et deux frères s'en occupent. Elle dirige aussi deux petites écoles dans le diocèse de Nanterre, les écoles Bambolino et Everest. Elle anime la paroisse du Sacré-Cœur à Bordeaux depuis 2014.
Les légionnaires du Christ et membres du Regnum Christi dirigent les universités et centres d’enseignement supérieurs suivants :
- Au Mexique : neuf universités dont Mayab, Anahuac du Sud et Anahuac Norte, Xapala ;
- En Espagne : l'université Francisco de Vitoria, à Madrid[51] ;
- À Rome : l'Université européenne de Rome[52].

La Légion du Christ est à l'origine de l'agence de presse catholique, Zenit. Elle publie également des magazines, parmi lesquels L Magazin en langue allemande et LeCristo Magazine en langue anglaise.
La congrégation est également présente en Terre Sainte : le 26 novembre 2004, par une lettre apostolique en forme de motu proprio, le pape Jean-Paul II a confié aux légionnaires du Christ l'Institut pontifical Notre-Dame de Jérusalem voué à l'accueil des pèlerins en Terre Sainte.

## Scandales et condamnations

### Abus sexuels commis par le fondateur
Chronologie
- 23 février 1997: publication d'un article dans le quotidien américain The Hartford Courant sur l'affaire (nom et témoignage des plaignants)[55].
- 1998: Rome est officiellement saisie.
- 1999: L'affaire est temporairement gelée.
- 22 avril 2002 : Le père Maciel nie publiquement les accusations.
- Décembre 2004 : La congrégation pour la doctrine de la Foi reprend le dossier et envoie en avril 2005 un « promoteur de justice » au Mexique et aux États-Unis.
- 19 mai 2006 : Rome ordonne au père fondateur de se retirer[2].
- 16 juin 2006 : Benoît XVI, lors d'une audience privée, donne sa bénédiction au père Álvaro Corcuera, qui renouvelle l'engagement de la Légion du Christ et du Regnum Christi à servir l'Église et le Pape.
- 5 février 2009 : annonce par la Légion du Christ que le père Maciel avait eu une liaison avec une femme dont il a eu une fille[56].
- 31 mars 2009 : annonce d'une visite apostolique des institutions des Légionnaires du Christ[33].
- Fin 2009 : la Légion annonce dans une note interne qu'il a plagié un ouvrage, El salterio de mis días, qui a acquis une grande importance dans la tradition de la Légion.
- 26 mars 2010, dans un communiqué, les responsables de la Légion du Christ reconnaissent que leur fondateur a commis des « actes d'abus sexuel sur des séminaristes mineurs »[57].
- 1er mai 2010 : Dénonciation explicite, par le Saint-Siège, des délits et de la vie sans scrupules du père Maciel. Annonce de mesures visant à contrôler et réformer la congrégation[34].

Plaintes de 1946 à 1958
En 1948, des mises en cause visent déjà Maciel et conduisent Rome à annuler l’autorisation canonique de la Légion.
En 1956, le préfet de la Congrégation des religieux, le cardinal Valerio Valeri, reçoit des plaintes très graves d’abus sexuels sur des mineurs en provenance du Mexique, et suspend Maciel de ses fonctions. (voir par exemple la lettre de Sergio Méndez Arceo, évêque mexicain, au Secrétaire de la Congrégation des religieux Arcadio Larraona)
En 1958, la mort de Pie XII arrête l'enquête.
Pendant la période de vacance du siège pontifical, le cardinal vicaire de Rome Clemente Micara rétablit Maciel dans sa charge.
Durant les quarante années suivantes, toutes les accusations reçues contre Maciel seront considérées comme étant des calomnies, jusqu'à la découverte au grand jour de l'évidence.
Plaintes en 1998
En 1998, une plainte est déposée par huit membres de la Légion du Christ à la Congrégation pour la doctrine de la foi (dirigée alors par le cardinal Ratzinger), accusant Marcial Maciel (fondateur de la Légion du Christ) d'abus sexuels. Les faits se seraient déroulés dans les années 1950-1960, quand les plaignants avaient entre 10 et 16 ans. Le principal accusateur est un ancien prêtre de la Légion du Christ, Juan Vaca.
La congrégation et son père fondateur affirment, comme ils l'ont toujours fait, qu'il s'agit d'accusations mensongères,. Le père Maciel avait déjà subi dans les années 1950 de graves accusations, qui ont motivé, entre 1956 et 1959, une enquête canonique du Vatican,. Il avait alors été suspendu, puis disculpé.
D'après Jean-Marie Guenois, journaliste à La Croix, l’instruction de l'enquête de 1998 est, selon le témoignage du cardinal Ratzinger à l’évêque de Coatzacoalcos (Mexique), gelée en 1999 à la demande de Jean-Paul II, en raison de la floraison de vocations dans cette œuvre et parce que les faits, qui remonteraient à plus de quarante ans, sont effectivement prescrits. Les dirigeants des Légionnaires du Christ bénéficiant en effet de précieux appuis à Rome, il est possible qu'une partie des membres de la curie romaine veuillent protéger la congrégation en lui évitant un scandale touchant son fondateur,. D'après le National Catholic reporter, le cardinal Angelo Sodano, secrétaire d'État du Saint-Siège, s'est ainsi personnellement opposé à la poursuite de l'enquête par le cardinal Ratzinger et la congrégation pour la doctrine de la foi,.
Sanction en 2006
En décembre 2004, alors que Marcial Maciel vient, à nouveau, d'être honoré au Vatican pour l'ensemble de son œuvre, le cardinal Joseph Ratzinger décide, de son propre chef, la reprise de l'enquête,,. En avril 2005, il envoie Charles Scicluna au Mexique pour enquêter sur les faits et interroger des témoins. Le 20 mai 2005, le Saint-Siège rappelle toutefois que ce voyage ne signifie pas l'ouverture d'un procès canonique, et qu'il n'est pas encore question d'en ouvrir un.
Le 19 mai 2006, un an après que le père Álvaro Corcuera a succédé au père Maciel comme directeur général de la Légion du Christ, le Saint-Siège annonce dans un communiqué qu'il ordonne à Marcial Maciel de renoncer à tout ministère sacerdotal public et « de conduire une existence retirée dans la prière et la pénitence ». Cette sanction, approuvée par Benoît XVI, est interprétée par certains journalistes comme le signe que le Saint-Siège a jugé crédibles les accusations portées contre le père Maciel,. Elle est au contraire vue par le mouvement comme ne remettant pas fondamentalement en cause le fondateur de la congrégation,. Marcial Maciel meurt le 30 janvier 2008 et c'est le début de découvertes toujours plus scandaleuses.
Reconnaissance des abus commis par le père Maciel
Le 4 février 2009, le New-York Times révèle que le père Maciel a mené une double vie et a eu, au moins, une fille,. Le lendemain, la Légion du Christ, par l'entremise de Jim Fair, porte-parole des Légionnaires du Christ aux États-Unis, regrette publiquement et officiellement la conduite de son fondateur. Jim Fair confirme que le père Marcial Maciel, décédé l'année précédente et inhumé dans son village natal de Cotija, au Mexique, avait eu une liaison avec une femme dont il a eu une fille.
En mai 2009, le Pape décide d'une visite apostolique des institutions des Légionnaires du Christ. Une commission, composée de plusieurs évêques, mène une enquête approfondie sur le père Marcial Maciel et la congrégation,.
La double vie du père Maciel, utilisant plusieurs fausses identités, et gérant d'une façon opaque une fortune considérable, est de plus en plus mise au jour. Pour le sociologue et psychanalyste Fernando Gonzalez, auteur de deux ouvrages sur la Légion du Christ, son fondateur « était un calculateur rusé qui s'adaptait parfaitement à chaque situation »,.
Le 15 mars 2010, l'enquête dans la congrégation est terminée, le rapport final est rendu au Saint-Siège le 30 avril 2010,,,.
Le 26 mars 2010, dans un communiqué, les responsables de la Légion du Christ reconnaissent que leur fondateur a commis des « actes d'abus sexuel sur des séminaristes mineurs ». Ils admettent ne pas avoir cru et écouté les personnes ayant dénoncé ses abus. Ils souhaitent rechercher la réconciliation et le dialogue avec ceux qui ont souffert et faire la vérité sur l'histoire de leur congrégation.
Le 1er mai, le Saint-Siège dénonce explicitement les délits du père Marciel Maciel, le rapport le concernant faisant état de comportements très graves et objectivement immoraux, confirmés par des témoignages incontestables. Les actes commis par lui démontrent, selon le Saint-Siège, une vie sans scrupules et une absence de sentiment religieux authentique.

### Pédophilie
Deux frères légionnaires du Christ de l'école apostolique de Méry-sur-Marne (diocèse de Meaux) tenue par la congrégation sont accusés en 2004 et 2005 d'avoir commis des attouchements sur huit adolescents. L'un d'eux est en fuite. Ils ont été jugés à Meaux et le substitut du procureur a requis deux ans de prison contre le frère E., deux ans de prison avec mandat contre le frère T. F., de nationalité mexicaine, enfui au Mexique. Délibéré le 2 mai 2013. le frère E. a été condamné à deux ans de prison avec sursis, mise à l'épreuve et soins psychologiques, et 10 000 euros de dommages et intérêts. Le frère T. a été condamné à deux ans de prison ferme avec mandat d'arrêt, et près de 12 000 euros de dommages et intérêts. Les deux hommes ont été inscrits au FIJAIS (Fichier judiciaire automatisé des auteurs d'infractions sexuelles ou violentes).
Selon un rapport interne publié en 2019, 175 mineurs auraient été victimes d’abus de la part de 33 prêtres et diacres de la Légion du Christ.

### Paradis fiscaux
En 2017, l’enquête « Paradise Papers » révèle l’existence de structures offshore créées pour opacifier les avoirs de la congrégation.
La Légion du Christ est aussi citée dans les Pandora Papers en octobre 2021. L'enquête révèle l'existence de trois structures opaques liées à la congrégation en Nouvelle-Zélande qui  auraient permis d’exfiltrer des centaines de millions de dollars vers l’étranger jusqu'en 2010. À cette date, la situation financière « préoccupante » de la congrégation l'avait empêchée de dédommager les victimes de violences sexuelles à la hauteur de ce qu’elles réclamaient.

### Critiques des méthodes de la congrégation
L'activisme des légionnaires du Christ est parfois vu comme étant trop directif. En France, notamment, l'ouverture d'un petit séminaire soulève des problèmes sur l'âge du discernement. Cependant en 2015, le petit séminaire a été ouvert aux élèves ne se préparant pas à la prêtrise. Les Légionnaires du Christ sont parfois considérés comme des concurrents par les ordinaires diocésains. C'est notamment parce qu'il les accusait de « créer une Église parallèle » que l'archevêque du Minnesota (États-Unis), Harry Joseph Flynn (en), a interdit toute activité des légionnaires du Christ dans son diocèse. Le diocèse de Columbus, dans l'Ohio, a adopté la même politique envers les Légionnaires et Regnum Christi dès octobre 2002.
Il leur est aussi reproché d'être trop proches des milieux d'affaires et de gérer des sommes importantes sans suffisamment de transparence,. Une partie de la hiérarchie catholique est aussi très critique envers le père Maciel. Pour Edwin O'Brien, archevêque de Baltimore, le père Maciel est un « entrepreneur génial qui, avec des tromperies systématiques, a utilisé la foi pour manipuler les autres en fonction de ses intérêts égoïstes ».
En avril 2010, une enquête du National Catholic Reporter dévoile un intense travail de lobbying au Vatican, le père Marcial Maciel et des membres de la congrégation s'étant montrés souvent très généreux avec certains responsables de la curie romaine et des personnes proches du pape Jean-Paul II. D'après le National Catholic Reporter, ces relations d'amitié soigneusement entretenues ont pu protéger la congrégation des critiques contre son mode de fonctionnement,.
Les différentes vies parallèles du père Maciel pourraient avoir été protégées par certains membres haut placés de la congrégation. Ainsi, par un vœu spécial, levé seulement en 2006 à la demande expresse du Saint-Siège, les prêtres de la congrégation s'obligeaient à ne pas critiquer leurs supérieurs,. Plusieurs prêtres de la congrégation la quittent en 2009, soulignant des manquements de leurs responsables dans l'élucidation des affaires concernant le père Maciel. D'après le journal La Croix, un argumentaire avait été envoyé par la direction territoriale États-Unis-Canada de la Légion à ses membres, leur indiquant comment répondre aux évêques venus enquêter en 2009-2010.
Il semble aussi qu'une constitution secrète, non approuvée par le Saint-Siège, ait été utilisée à l'intérieur de l'institution. Les membres s'engageaient à ne pas divulguer son existence. Une subordination absolue au supérieur et l'engagement à renoncer à son propre jugement seraient exigés par cette constitution.
Le 19 février 2010, le quotidien Reforma annonce qu'en raison des premiers résultats de l'enquête apostolique en cours, le Saint-Siège aurait déjà pris la décision de nommer un administrateur apostolique et envisagerait de procéder à une refondation de la Légion.

## Films
- 'The Best Thing You Can Do with Your Life', ('La meilleure chose que vous puissiez faire de votre vie'), Réalisateur : Zita Erffa, 93"min, Mexique / Allemagne 2018.